# Юрьевское (Архангельское сельское поселение)
Юрьевское — деревня в Старицком районе Тверской области, входит в состав Архангельского сельского поселения.

## География
Деревня расположена в 14 км на юго-запад от центра поселения посёлка Архангельское и в 11 км на северо-восток от города Старица.

## История

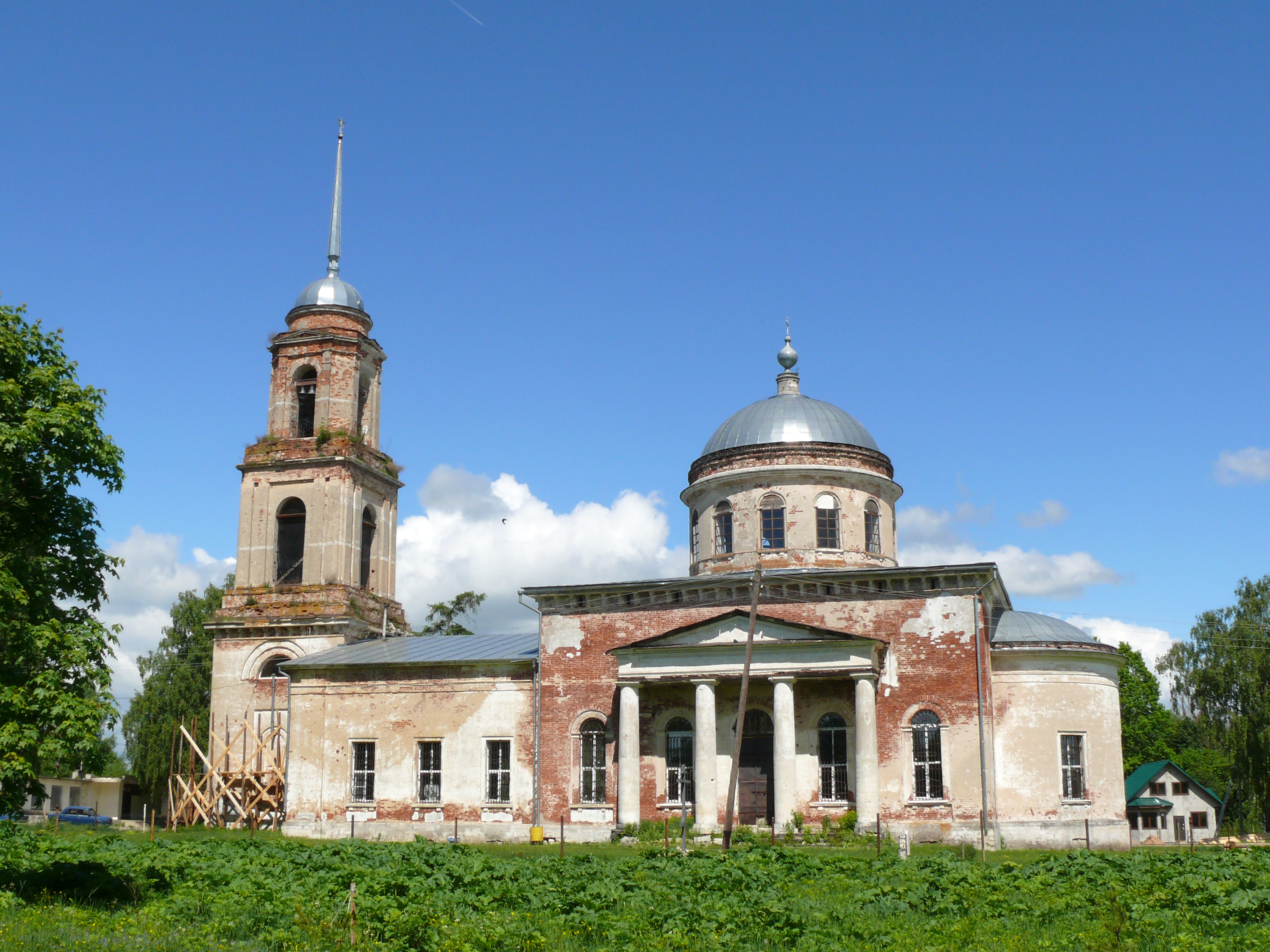
Церковь Георгия Победоносца, 2017 г.

Впервые упоминается в 1534 году как вотчина боярина И. Ю. Шигоны-Поджогина, где он построил на свои средства каменный храм. К 1738 году приход села Юрьевского состоял из 96 крестьянских дворов и 2 дворянских имений в Клеопине и Рождествене.
Храм Георгия Победоносца в селе Юрьевское был построен из кирпича в 1863—1874 годах вместо деревянного. В 1932 году приход был закрыт, храм разграблен и превращен в колхозный склад.
В конце XIX — начале XX века село входило в состав Ефимьяновской волости Старицкого уезда Тверской губернии. В 1886 году в селе было 41 двор, красильное заведение, земская школа (основана в 1879 году).
С 1929 года деревня являлась центром Юрьевского сельсовета Старицкого района Ржевского округа Западной области, с 1935 года — в составе Калининской области, с 1994 года — центр Юрьевского сельского округа, с 2005 года — в составе Архангельского сельского поселения.
В годы Советской власти в деревне располагалось правление колхоза «Красное Юрьево».
До 2010 года в деревне действовала Юрьевская начальная общеобразовательная школа.

## Население
| 1859 | 1886 | 1919 | 1997 | 2002 | 2008 | 2010 |
| ---- | ---- | ---- | ---- | ---- | ---- | ---- |
| 240  | ↘214 | ↗380 | ↘311 | ↘251 | ↗274 | ↗302 |

## Инфраструктура
В деревне имеются дом культуры, фельдшерско-акушерский пункт, отделение почтовой связи, а также магазины продуктов и бытовых товаров.

## Достопримечательности
В деревне расположена действующая церковь Георгия Победоносца (1874).